# جيمس إدواردز (ممثل)
جيمس إدواردز (بالإنجليزية: James Edwards)‏ مواليد 06 مارس 1918 في مونسي، الولايات المتحدة - الوفاة 04 يناير 1970 في سان دييغو، هو ممثل أمريكي بدأ مسيرته الفنية سنة 1947.

## الأعمال
- القتل
- الطيطوي
- باتون

## روابط خارجية
- جيمس إدواردز على موقع IMDb (الإنجليزية)
- جيمس إدواردز على موقع أول موفي (الإنجليزية)
- جيمس إدواردز على موقع قاعدة بيانات الفيلم (الإنجليزية)